# Élections législatives de 1877 en Vaucluse
Les élections législatives de 1877 ont eu lieu les 14 octobre et 28 octobre 1877.

## Députés élus
|   | Circonscription | Député sortant             |  | Groupe parlementaire | Député élu         |  | Groupe parlementaire |
| - | --------------- | -------------------------- |  | -------------------- | ------------------ |  | -------------------- |
| 1 | Apt             | Alfred Naquet              |  | Extrême gauche       | Zéphyrin Silvestre |  | Appel au peuple      |
| 2 | Avignon         | Jean-Baptiste Saint-Martin |  | Extrême gauche       | Jean Du Demaine    |  | Droite               |
| 3 | Carpentras      | Louis Cyprien Poujade      |  | Gauche républicaine  | Félicien Barcilon  |  | Droite               |
| 4 | Orange          | Alphonse Gent              |  | Union républicaine   | Raoul de Billioti  |  | Droite               |

### Après les élections partielles du 7 avril 1878
|   | Circonscription | Député sortant     |  | Groupe parlementaire | Député élu                 |  | Groupe parlementaire |
| - | --------------- | ------------------ |  | -------------------- | -------------------------- |  | -------------------- |
| 1 | Apt             | Zéphyrin Silvestre |  | Appel au peuple      | Alfred Naquet              |  | Extrême gauche       |
| 2 | Avignon         | Jean Du Demaine    |  | Droite               | Jean-Baptiste Saint-Martin |  | Union républicaine   |
| 3 | Carpentras      | Félicien Barcilon  |  | Droite               | Louis Cyprien Poujade      |  | Union républicaine   |
| 4 | Orange          | Raoul de Billioti  |  | Droite               | Alphonse Gent              |  | Union républicaine   |

## Résultats à l'échelle du département
| Partis         | Partis                      | Premier tour | Premier tour | Sièges |
| Partis         | Partis                      | Voix         | %            | Sièges |
| -------------- | --------------------------- | ------------ | ------------ | ------ |
|                | Légitimistes                | 29 066       | 44,19        | 3      |
|                | Républicains intransigeants | 14 696       | 22,34        | 0      |
|                | Républicains radicaux       | 8 582        | 13,05        | 0      |
|                | Bonapartistes               | 7 102        | 10,80        | 1      |
|                | Républicains modérés        | 6 065        | 9,22         | 0      |
|                | Divers                      | 361          | 0,55         | 0      |
|                |                             |              |              |        |
| Inscrits       | Inscrits                    | 81 785       | 100,00       | 4      |
| Votants        | Votants                     | 66 065       | 80,78        |        |
| Abstentions    | Abstentions                 | 15 720       | 19,22        |        |
| Blancs et nuls | Blancs et nuls              | 294          | 0,36         |        |
| Exprimés       | Exprimés                    | 65 771       | 80,42        |        |

| Partis         | Partis                      | Premier tour | Premier tour | Sièges |
| Partis         | Partis                      | Voix         | %            | Sièges |
| -------------- | --------------------------- | ------------ | ------------ | ------ |
|                | Républicains radicaux       | 26 028       | 58,78        | 3      |
|                | Républicains intransigeants | 9 534        | 21,53        | 1      |
|                | Légitimistes                | 8 093        | 18,28        | 0      |
|                | Divers                      | 625          | 1,41         | 0      |
|                |                             |              |              |        |
| Inscrits       | Inscrits                    | 82 226       | 100,00       | 4      |
| Votants        | Votants                     | 44 984       | 54,71        |        |
| Abstentions    | Abstentions                 | 37 242       | 45,29        |        |
| Blancs et nuls | Blancs et nuls              | 704          | 0,86         |        |
| Exprimés       | Exprimés                    | 44 280       | 53,85        |        |

## Résultats par arrondissement

### Arrondissement d'Apt
| Candidats      | Candidats          | Étiquette                 | Premier tour | Premier tour |
| Candidats      | Candidats          | Étiquette                 | Voix         | %            |
| -------------- | ------------------ | ------------------------- | ------------ | ------------ |
|                | Zéphyrin Silvestre | Bonapartiste              | 7 102        | 51,98        |
|                | Alfred Naquet      | Républicain intransigeant | 6 423        | 47,01        |
|                | Divers             | Divers                    | 138          | 1,01         |
|                |                    |                           |              |              |
| Inscrits       | Inscrits           | Inscrits                  | 17 348       | 100,00       |
| Votants        | Votants            | Votants                   | 13 757       | 79,30        |
| Abstention     | Abstention         | Abstention                | 3 591        | 20,70        |
| Blancs et nuls | Blancs et nuls     | Blancs et nuls            | 94           | 0,54         |
| Exprimés       | Exprimés           | Exprimés                  | 13 663       | 78,76        |

#### Élection partielle du 7 avril 1878
| Candidats      | Candidats      | Étiquette           | Premier tour | Premier tour |
| Candidats      | Candidats      | Étiquette           | Voix         | %            |
| -------------- | -------------- | ------------------- | ------------ | ------------ |
|                | Alfred Naquet  | Républicain radical | 8 569        | 97,74        |
|                | Divers         | Divers              | 198          | 2,26         |
|                |                |                     |              |              |
| Inscrits       | Inscrits       | Inscrits            | 17 861       | 100,00       |
| Votants        | Votants        | Votants             | 8 885        | 49,75        |
| Abstention     | Abstention     | Abstention          | 8 976        | 50,25        |
| Blancs et nuls | Blancs et nuls | Blancs et nuls      | 91           | 0,51         |
| Exprimés       | Exprimés       | Exprimés            | 8 767        | 49,08        |

### Arrondissement d'Avignon
| Candidats      | Candidats                  | Étiquette                 | Premier tour | Premier tour |
| Candidats      | Candidats                  | Étiquette                 | Voix         | %            |
| -------------- | -------------------------- | ------------------------- | ------------ | ------------ |
|                | Jean Du Demaine            | Légitimiste               | 10 423       | 55,17        |
|                | Jean-Baptiste Saint-Martin | Républicain intransigeant | 8 273        | 43,79        |
|                | Divers                     | Divers                    | 195          | 1,03         |
|                |                            |                           |              |              |
| Inscrits       | Inscrits                   | Inscrits                  | 24 895       | 100,00       |
| Votants        | Votants                    | Votants                   | 18 975       | 76,22        |
| Abstention     | Abstention                 | Abstention                | 5 920        | 23,78        |
| Blancs et nuls | Blancs et nuls             | Blancs et nuls            | 84           | 0,34         |
| Exprimés       | Exprimés                   | Exprimés                  | 18 891       | 75,88        |

#### Élection partielle du 7 avril 1878
| Candidats      | Candidats                  | Étiquette                 | Premier tour | Premier tour |
| Candidats      | Candidats                  | Étiquette                 | Voix         | %            |
| -------------- | -------------------------- | ------------------------- | ------------ | ------------ |
|                | Jean-Baptiste Saint-Martin | Républicain intransigeant | 9 534        | 98,44        |
|                | Divers                     | Divers                    | 151          | 1,56         |
|                |                            |                           |              |              |
| Inscrits       | Inscrits                   | Inscrits                  | 24 412       | 100,00       |
| Votants        | Votants                    | Votants                   | 9 991        | 40,93        |
| Abstention     | Abstention                 | Abstention                | 14 421       | 59,07        |
| Blancs et nuls | Blancs et nuls             | Blancs et nuls            | 306          | 1,25         |
| Exprimés       | Exprimés                   | Exprimés                  | 9 685        | 39,67        |

### Arrondissement de Carpentras
| Candidats      | Candidats             | Étiquette          | Premier tour | Premier tour |
| Candidats      | Candidats             | Étiquette          | Voix         | %            |
| -------------- | --------------------- | ------------------ | ------------ | ------------ |
|                | Félicien Barcilon     | Légitimiste        | 8 159        | 57,25        |
|                | Louis Cyprien Poujade | Républicain modéré | 6 065        | 42,56        |
|                | Divers                | Divers             | 28           | 0,20         |
|                |                       |                    |              |              |
| Inscrits       | Inscrits              | Inscrits           | 16 987       | 100,00       |
| Votants        | Votants               | Votants            | 14 297       | 84,16        |
| Abstention     | Abstention            | Abstention         | 2 690        | 15,84        |
| Blancs et nuls | Blancs et nuls        | Blancs et nuls     | 45           | 0,26         |
| Exprimés       | Exprimés              | Exprimés           | 14 252       | 83,90        |

#### Élection partielle du 7 avril 1878
| Candidats      | Candidats             | Étiquette           | Premier tour | Premier tour |
| Candidats      | Candidats             | Étiquette           | Voix         | %            |
| -------------- | --------------------- | ------------------- | ------------ | ------------ |
|                | Louis Cyprien Poujade | Républicain radical | 7 134        | 96,88        |
|                | Divers                | Divers              | 230          | 3,12         |
|                |                       |                     |              |              |
| Inscrits       | Inscrits              | Inscrits            | 17 007       | 100,00       |
| Votants        | Votants               | Votants             | 7 578        | 44,56        |
| Abstention     | Abstention            | Abstention          | 9 429        | 55,44        |
| Blancs et nuls | Blancs et nuls        | Blancs et nuls      | 214          | 1,26         |
| Exprimés       | Exprimés              | Exprimés            | 7 364        | 43,30        |

### Arrondissement d'Orange
| Candidats      | Candidats         | Étiquette           | Premier tour | Premier tour |
| Candidats      | Candidats         | Étiquette           | Voix         | %            |
| -------------- | ----------------- | ------------------- | ------------ | ------------ |
|                | Raoul de Billioti | Légitimiste         | 10 484       | 55,28        |
|                | Alphonse Gent     | Républicain radical | 8 582        | 45,25        |
|                |                   |                     |              |              |
| Inscrits       | Inscrits          | Inscrits            | 22 555       | 100,00       |
| Votants        | Votants           | Votants             | 19 036       | 84,40        |
| Abstention     | Abstention        | Abstention          | 3 519        | 15,60        |
| Blancs et nuls | Blancs et nuls    | Blancs et nuls      | 71           | 0,31         |
| Exprimés       | Exprimés          | Exprimés            | 18 965       | 84,08        |

#### Élection partielle du 7 avril 1878
| Candidats      | Candidats         | Étiquette           | Premier tour | Premier tour |
| Candidats      | Candidats         | Étiquette           | Voix         | %            |
| -------------- | ----------------- | ------------------- | ------------ | ------------ |
|                | Alphonse Gent     | Républicain radical | 10 325       | 55,92        |
|                | Raoul de Billioti | Légitimiste         | 8 093        | 43,83        |
|                | Divers            | Divers              | 46           | 0,25         |
|                |                   |                     |              |              |
| Inscrits       | Inscrits          | Inscrits            | 22 946       | 100,00       |
| Votants        | Votants           | Votants             | 18 530       | 80,75        |
| Abstention     | Abstention        | Abstention          | 4 416        | 19,25        |
| Blancs et nuls | Blancs et nuls    | Blancs et nuls      | 66           | 0,29         |
| Exprimés       | Exprimés          | Exprimés            | 18 464       | 80,47        |